# Hiempsal II.
Hiempsal II. war ein König der numidischen Massylier. 88 v. Chr. nahm er den flüchtigen Gaius Marius auf. Er war der Verfasser einer numidischen Landesgeschichte in punischer Sprache.